# Chantiers Aéro-Maritimes de la Seine - CAMS
Chantiers Aéro-Maritimes de la Seine - CAMS: antigua compañía aeronáutica francesa especializada en la construcción de aviones marinos; fundada en Saint-Ouen en noviembre de 1920 por el empresario de origen suizo Laurent-Dominique Santoni. Los productos más notables de CAMS fueron los diseños de hidrocanoas que tuvieron un uso generalizado durante años en la Marine Nationale francesa. Especializada en la fabricación de hidrocanoas, la empresa demuestra, a través de su historia, y su desarrollo la nebulosa de empresas aeronáuticas que existían en el período de entreguerras en Francia y, especialmente cerca de París.

## Historia
Orígenes
La compañía CAMS fue establecida en noviembre de 1920 en Saint-Ouen (Sena-Saint Denis). Inicialmente, la empresa importó modelos de la firma italiana SIAI Società Idrovolanti Alta Italia. SIAI fue fundada en agosto de 1915 en Milán por Laurent-Dominique y Alberto Santoni, Augusto Foresti y los empresarios Aldo y Luigi Capè en Sesto Calende. Anteriormente Laurent Santoni había fundado en mayo de 1913 en Varese la Società Anonima Costruzioni Aeronautiche Savoia, una empresa especializada en la construcción de hidrocanoas, siendo en aquel entonces, una de las más destacadas en este sector.

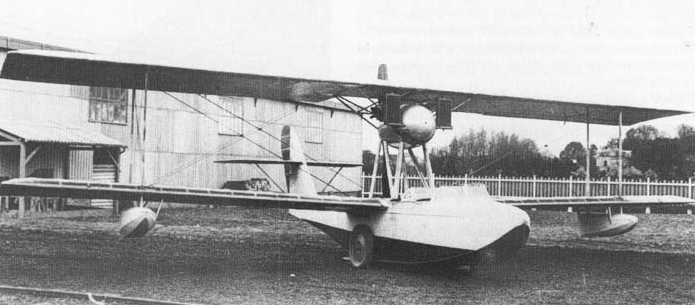
CAMS 30E. 1923

En 1920, SIAI absorbió por completo la empresa Anonima Costruzioni Aeronautiche Savoia y en 1921 se le encomienda a Raffaele Conflenti, gran ingeniero aeronáutico italiano, diseñador de los hidrocanoas Savoia, la dirección operativa de la compañía francesa Chantiers aéro-maritimes de la Seine Santoni está convencido de que los hidrocanoas van a experimentar un gran desarrollo comercial. Inicialmente, en 1921, CAMS introdujo en Francia los hidrocanoas Savoia, SIAI S.9, S.13 y S.16, que son propulsados por motores Isotta Fraschini.
En 1921 Santoni, para desarrollar nuevos modelos de diseño propio, presenta nuevos estatutos bajo la razón social Compagnie Générale de Construction Aéronautique (CGCA), y la convierte en una oficina de diseño a cargo de Conflenti. La sede administrativa estaba entonces ubicada en el 72, rue de La Boétie en París; simultáneamente se compra terreno a la empresa fabricante de automóviles Delaunay-Belleville en Saint-Denis.
Desde el principio, la planta de Saint-Denis contó con una gran oficina de diseño, así como con todas las instalaciones de estampación, calderería y montaje necesarias para la construcción de los hidrocanoas. Solo los motores provienen de fabricantes externos, incluidos los Fiat Aviazione, Hispano-Suiza y Lorraine-Dietrich. En los laterales de la parcela se ubicaron los talleres de fabricación de piezas, principalmente en madera, lona y metales ligeros. 
Para el desarrollo y pruebas de sus hidrocanoas, la empresa utiliza en 1922 el Étang de Saint-Quentin a lo largo de sus 2,5 km en lugar de las abarrotadas orillas del Sena en Saint-Denis, con complejos industriales, el de Le Pecq en 1923 más arriba, y el de Sartrouville en 1924 donde compra terrenos y construye talleres.
El primer producto puramente francés es el CAMS 30; sin embargo, todavía está fuertemente inspirado en los hidrocanoas Savoia. Destinado para equipar a las escuelas de aviación marítima, este biplaza lado a lado con doble mando se presenta en la 8ª edición del Salon de l’Aéronautique en el Grand Palais de París en diciembre de 1922; este aparato realizó su primer vuelo sobre el Sena en enero de 1923.
Años 1924 - 1937
En 1924 la compañía se instaló en Sartrouville, lugar elegido por su extensión de agua sobre el Sena y la comodidad de la conexión con París. Posteriormente, la firma compró un terreno en Berre e instaló en Vitrolles, al borde del Etang de Berre, talleres de montaje de prototipos.
Conflenti abandonó CAMS en 1923 y regresó a Italia, donde se convirtió en el diseñador jefe de los Officine Aeronautiche, la sección aeronáutica de los astilleros Cantiere Navale Triestino (CNT), cuyos productos serían designados con el acrónimo CANT (Cantieri Aeronautici e Navali Triestini).

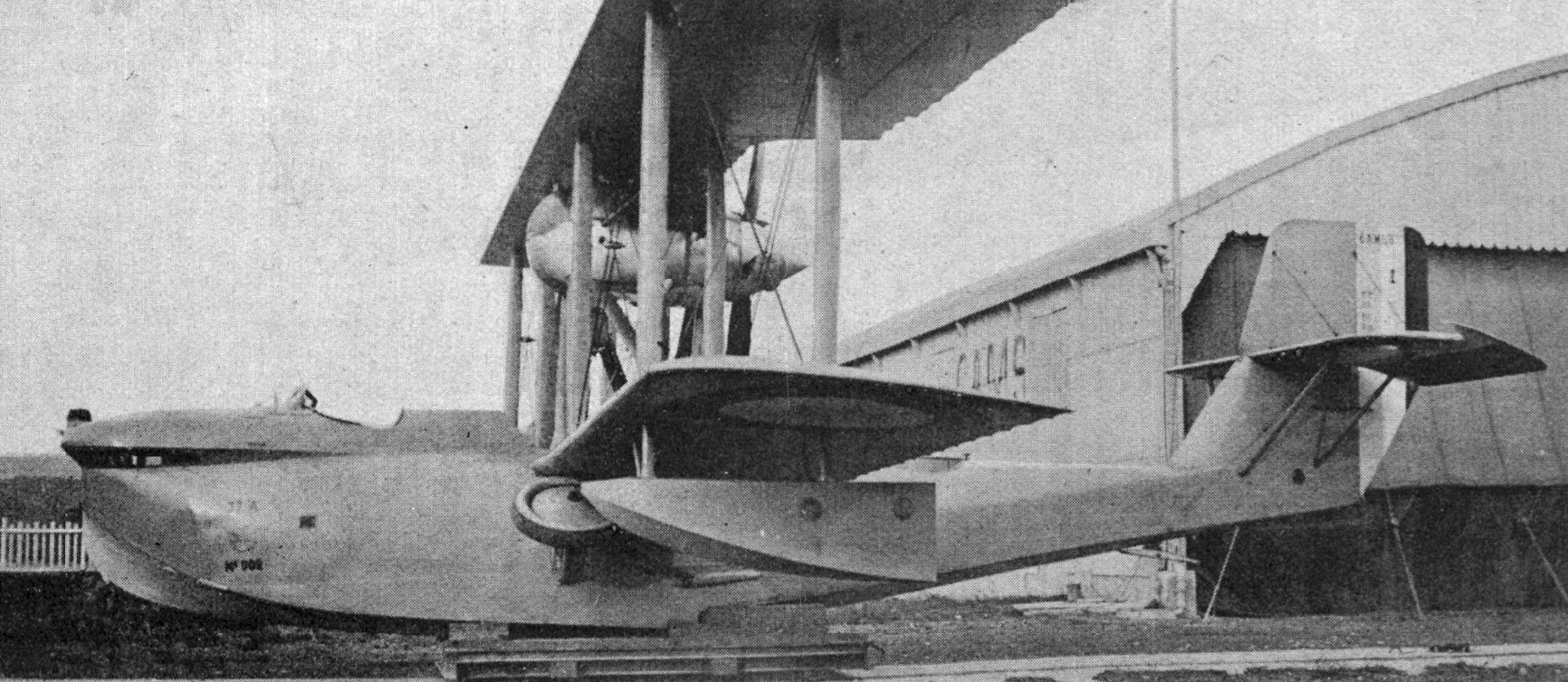
CAMS 37A, 1926

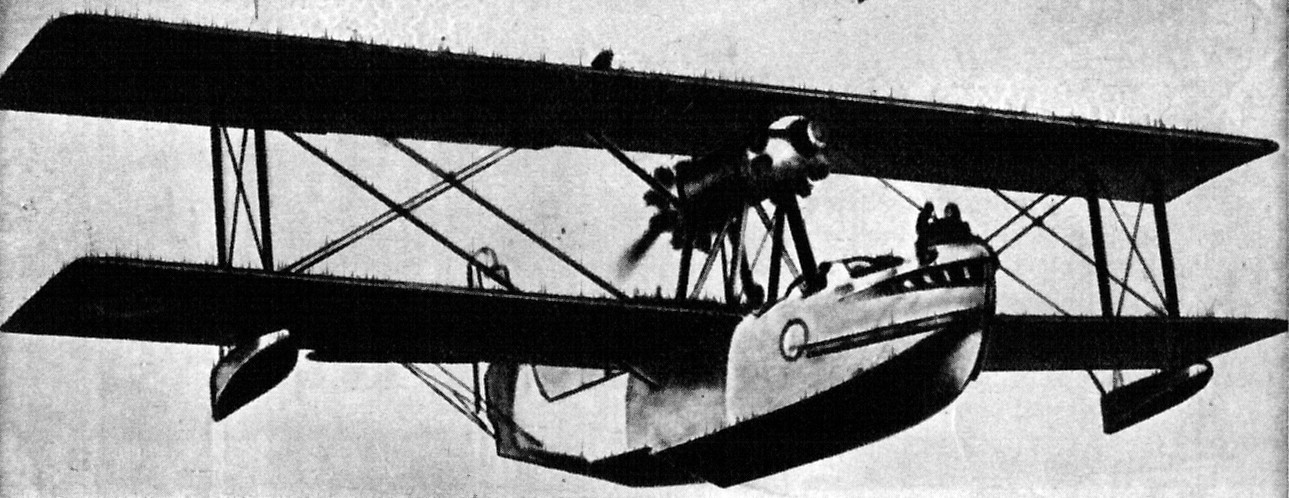
CAMS 55. 1930

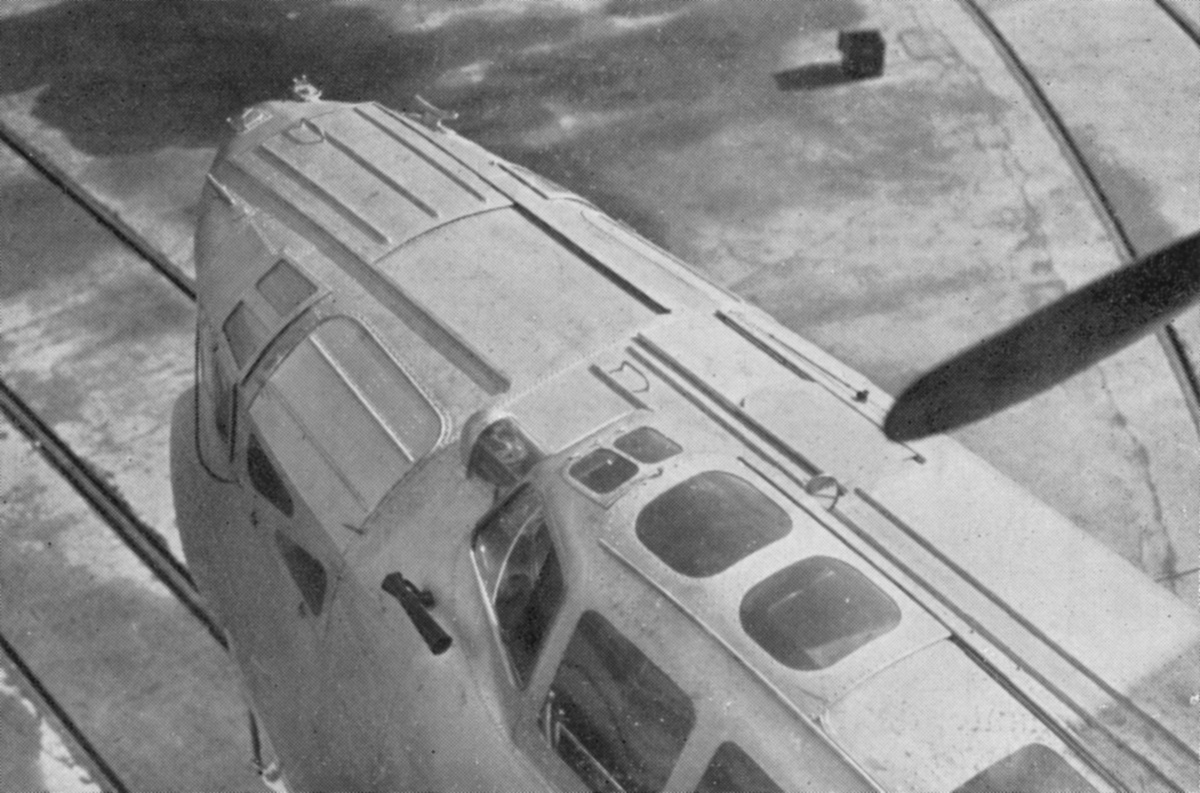
Detalle de la proa del CAMS 110

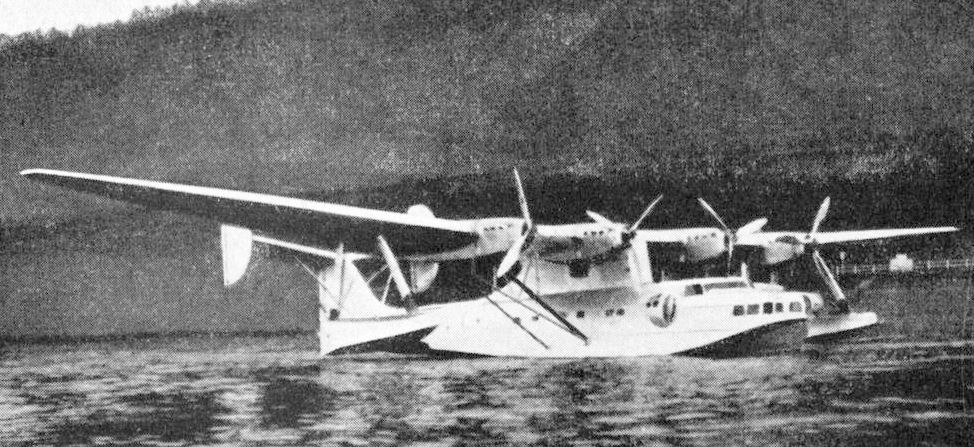
Potez-CAMS 141 foto en L'Aerophile, marzo 1938

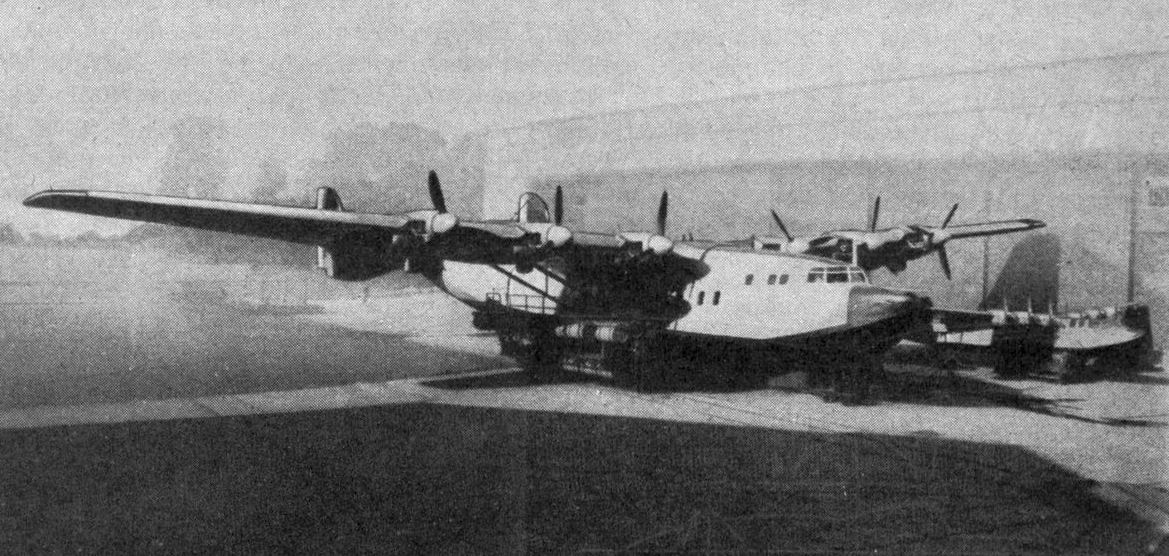
Potez-CAMS 161, al lado modelo a escala 5/13 Potez-CAMS 160, utilizado para explorar sus características

En 1923, la empresa había contratado al expiloto naval e ingeniero diplomado en el Institut supérieur de l'aéronautique (Sup'Aéro) Maurice Hurel como jefe de pilotos y ayudante de diseño; con la salida de R. Conflenti, se convierte en diseñador jefe en 1924. El primer diseño de Hurel fue el CAMS 37 un hidrocanoa biplano con hélice impulsora de reconocimiento, cuyo prototipo fue exhibido en el stand de la Armada francesa en el Salon de l´Aéronautique de París en 1926.
Santoni abandona CAMS el 15 de enero de 1925 y con él alguno de los planos y patentes de hidrocanoas CAMS. En representación de la CGCA, se establece en Marsella asociado al armador Georges Philippar como constructora en septiembre de 1925 bajo el nombre de Société provençale de constructions aeronautiques - SPCA. Su primer hidrocanoa, él más tarde famoso SPCA Météore 63 alza su primer vuelo el 3 de septiembre de 1925; se trata de un nuevo avión, un biplano de gran casco, trimotor, destinado al uso civil. SPCA se ha convertido en un competidor más de CAMS que en aquellos momentos, eran una pléyade; en el ámbito del transporte: Lioré et Olivier, Blériot-SPAD, Société Latham, Société Industrielle d'Aviation Latécoère (SIDAL), Société Anonyme Nieuport-Astra y Loire Aviation; en el campo militar: Société des Ateliers d’Aviation Louis Breguet, Marcel Besson, Hydravions Louis Schreck FBA , Farman, Gourdou-Leseurre, Société Pierre Levasseur Aéronautique, Société des Aéroplanes Henry Potez , Ateliers d'aviation François Villiers y Donnet-Denhaut.
La estructura de la empresa se modifica tras la salida de Santoni. Es nombrado Mr. Delmar como nuevo director general, asistido por dos responsables del establecimiento de Saint-Denis. Ahora hay dos hangares disponibles en Sartrouville junto a las oficinas. El capital de la empresa se incrementó en 1926 a 1.800.000 francos, mientras que la sede se traslada al 16,rue d'Aguesseau en París. Hurel recluta buenos dibujantes para la oficina de diseño, llegando su plantilla a contar con casi cien personas en 1929.
La empresa a partir de 1927 se nutría principalmente de las ventas del hidrocanoa de reconocimiento CAMS 37; este modelo tuvo un gran éxito, y fue adquirido por la Armada francesa y la portuguesa; de él se construyeron un total de 332 ejemplares, y del hidrocanoa de patrulla marítima CAMS 55 (112) . cuyo coste sin motor en 1929 era de 670000 francos. A pesar de los numerosos pedidos de la Aeronavale, Aéronautique militaire, la aviación postal y comercial. 
Aun así, debido a la fuerte competencia, diseños poco vendidos o no aceptados y una negligente gestión, la firma entró en dificultades financieras y en 1930 es integrada en la Société Générale Aeronautique - SGA,; formada por las compañías CAMS, Avions Hanriot, Lorraine- Dietrich, Latham, Nieuport-Astra y la Société Aérienne Bordelaise (SAB). Mientras, en la oficina de proyectos se estudiaban varios proyectos, entre ellos, el de un gran hidrocanoa de transporte comercial destinado a volar rutas trasatlánticas. 
La inminente quiebra y posterior desaparición de la Société Générale Aeronautique conlleva mayores dificultades financieras, que terminan con la adquisición en 1933 por parte de la firma Société des Aéroplanes Henry Potez de los activos de CAMS, con lo que se reanuda gradualmente su actividad, lo que conllevo a que los hidrocanoas, ahora producidos en la planta CAMS de Sartrouville fueran designados como Potez-CAMS. En declive desde principios de 1930 la fábrica de Saint-Denis y habiendo cesando toda la actividad fabril en 1932, se vende y se convierte en los Ateliers Mécaniques des Chantiers de Saint-Denis que solo producirá desde entonces subconjuntos para la aviación marítima. Con dicha compra, el Grupo Potez dispondrá así de una nueva fábrica en Sartrouville en las orillas del Sena, apto para el desarrollo de hidroaviones, además de talleres de montaje de prototipos
en Vitrolles al borde del Etang de Berre, y un taller de construcción de flotadores para hidrocanoas en Burdeos-Bacalan, es decir, en total 60000 m² cubiertos.
La adquisición de CAMS aumentó el interés de la compañía por el desarrollo de aviones marinos, una prueba de ello, fueron los grandes hidrocanoas diseñados por M. Hurel. El primer producto de la nueva marca Potez-CAMS es el CAMS 110, de hecho la última evolución ampliada del CAMS 55,; un biplano bimotor con casco de madera y metal, un gran hidrocanoa resultado de un programa de 1927 de la Armada francesa para un aparato de reconocimiento marítimo.
Mención especial merecen los grandes hidrocanoas Potez-CAMS 141 un hidrocanoa cuatrimotor de gran alcance, construido según los requerimientos del Almirantazgo francés solicitando en 1935, un nuevo Hydravion de croisière y el hexamotor Potez-CAMS 161, desarrollado en respuesta a una especificación del Ministerio del Aire francés en 1936, solicitando diseños para un hidrocanoa transatlántico de pasaje y correo destinado a ser operado por Air France con un alcance de 6000 km y capacidad para 20 pasajeros y 500 kg de carga. Lamentablemente, la construcción de ambos aviones fue de un único prototipo por modelo; el caótico desempeño de la industria aeronáutica francesa, conjugado con una lenta e ineficaz burocracia estatal y el comienzo de la II Guerra Mundial frustraron su desarrollo y producción.
Cuando el Frente Popular francés llegó al poder en mayo de 1936, su gobierno decidió nacionalizar dos tercios de la industria aeronáutica para compensar la falta de productividad de los fabricantes de la época y racionalizar la producción. Así, por la ley de nacionalización de 11 de agosto de 1936, el gobierno francés reúne las fábricas y las oficinas de diseño de varias empresas privadas dentro de seis sociedades mixtas estatales según su ubicación geográfica (SNCASO, SNCASE, SNCAC, SNCAN, SNCAO y SNCAM)·y una de motores de aviación (SNCM - Lorraine-Dietrich). Creadas con el estatuto de sociedades anónimas de economía mixta en las que el estado posee las dos terceras partes de las acciones, son administradas por un consejo de administración cuyos miembros son designados por el gobierno y cuyo presidente es el ex director general de la Société Aéronautique Loire-Nieuport, Henri de l'Escaille.
En aplicación de dicha ley los establecimientos de Potez-CAMS se dividieron en febrero de 1937 entre la Société nationale des constructions aéronautiques du Nord - SNCAN para la planta de Sartrouville y la Société Nationale des Constructions Aéronautiques du Sud-Est - SNCASE para la de Vitrolles.

## Producción
Aviones CAMS.
- CAMS 30E (1923) - Hidrocanoa biplano monomotor biplaza de entrenamiento
- CAMS 30T (1924) - Hidrocanoa biplano monomotor de cuatro plazas derivado del CAMS 30
- CAMS 31 (1922) - Prototipo de hidrocanoa biplano de caza
- CAMS 33 (1923) - Hidrocanoa biplano bimotor de reconocimiento
- CAMS 36 (1922) - Hidrocanoa biplano de caza / competición para la edición del Trofeo Schneider de 1922
- CAMS 37 (1926) - Hidrocanoa biplano monomotor de reconocimiento con base en tierra y embarcado
- CAMS 38 (1923) - Hidrocanoa biplano de competición para la edición del Trofeo Schneider de 1923
- CAMS 46 (1926) - Hidrocanoa biplano biplaza de entrenamiento básico
- CAMS 50 (1927) - Prototipo de hidrocanoa anfibio bimotor de bombardeo maritimo
- CAMS 51 (1926) - Hidrocanoa biplano bimotor experimental de transporte comercial (4 plazas)
- CAMS 52 (1929) - Prototipo de hidroavión (dos flotadores) monoplano bimotor de bombardeo/torpedeo
- CAMS 53 (1928) - Hidrocanoa biplano bimotor de transporte comercial (4 plazas)
- CAMS 54 (1928) - Hidrocanoa biplano bimotor especialmente preparado para vuelos de largo alcance
- CAMS 55 (1928) - Hidrocanoa biplano bimotor de reconocimiento marítimo y bombardeo, derivado del CAMS 51
- CAMS 58 (1930) - Hidrocanoa sesquiplano bimotor (58/0), cuatrimotor(58/2 - 58/3) de transporte comercial y correo (4 plazas)

Aviones Potez-CAMS
- CAMS 80 (1932) - Hidrocanoa anfibio monoplano monomotor para desarrollo de equipos y transporte VIP
- CAMS 90 (1931) - Prototipo de hidrocanoa anfibio monomotor de observación
- Potez-CAMS 110 (1934) - Hidrocanoa biplano bimotor de reconocimiento marítimo de largo alcance y bombardeo
- Potez-CAMS 141 (1938) - Hidrocanoa cuatrimotor de reconocimiento de largo alcance
- Potez-CAMS 142 - Hidrocanoa para vuelos transatlánticos basado en el CAMS 141
- Potez-CAMS 160 (1938) - Modelo a escala 5/13, utilizado para pruebas hidrodinámicas y aerodinámicas del Potez-CAMS 161
- Potez-CAMS 161 (1939 o 1942) - Hidrocanoa monoplano hexamotor
- Potez-CAMS 162 - Versión de transporte militar proyectada de Potez-CAMS 161
- Potez-CAMS 170 (1939) - Proyecto de hidroavión monoplaza de caza

## Artículos relacionados
- Wikipedia: SIAI-Marchetti